# Russells huggorm
Russells huggorm (Daboia russelii), är en huggorm som lever i Asien och som placeras i släktet Daboia. Utbredningsområdet sträcker sig över hela den indiska subkontinenten, större delen av Sydostasien, södra Kina och Taiwan. För närvarande accepteras två underarter. Inom stora delar av dess utbredningsområde är Russells huggorm den farligaste ormen för människor, och sålunda den orm som orsakar flest skador och dödsfall. Den är en av de fyra farligaste indiska giftormarna, som tillsammans svarar för nästan alla dödsfall till följd av ormbett i Indien. Arten har fått sitt trivialnamn för att hedra herpetologen Patrick Russell (1726–1805), som beskrev många av Indiens ormar och dess vetenskapliga släktnamn härstammar från ett ord på hindi som betyder 'som ligger gömd' eller 'lurpassare'.

## Utseende och anatomi
Russells huggorm kan nå en maxlängd på 166 centimeter. Den genomsnittliga längden är omkring 120 centimeter på fastlandet, medan ö-populationer är kortare. Den är smalare än andra huggormar. Ditmars (1937) rapporterade följande mått för en normalstor vuxen individ:
| Längd          | 124 centimeter |
| Svansens längd | 18 centimeter  |
| Gördel         | 15 centimeter  |
| Huvudets bredd | 5 centimeter   |
| Huvudets längd | 5 centimeter   |

Huvudet är platt, triangulärt och väl avgränsat från halsen. Nosen är trubbig, rund och upphöjd. Näsborrarna är stora och sitter mitt i ett enda stort nosfjäll. Nederkanten av detta nosfjäll når överkanten på munnen.

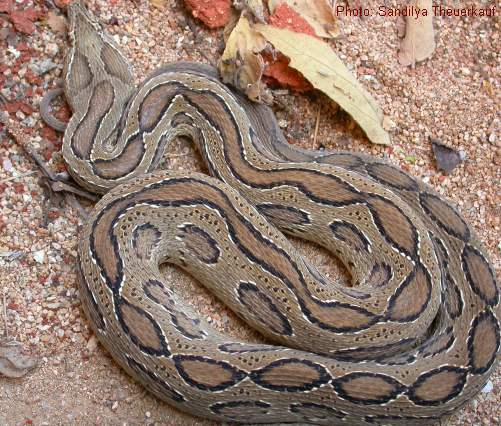
D. russelii

 Toppen på huvudet är täckt av oregelbundna, starkt fragmenterade fjäll. Ovanför vardera öga sitter ett smalt fjäll och mellan dessa 6–9 fjäll tvärs över huvudet. Ögonen är stora gul- eller guldfläckiga och omges av 10–15 ögonfjäll. Runt munnen och mungipan finns 10–12 fjäll av vilka det fjärde och femte är större än de andra. Ögat avskiljs från munnen genom 3–4 rader underfjäll. Det finns två par kindfjäll där det främre paret är större. I överkäken, som består av två ben, har den minst två, och som mest fem eller sex par huggtänder. De främsta är aktiva och resten är ersättningständer. Den genomsnittliga längden på huggtänderna är 16 millimeter.
Kroppen är kraftigt byggd och cylindrisk. Kroppsfjällen har en kraftig ås med undantag för den undre raden som är släta. Mellankroppen har mellan 27 och 33 fjäll. Mellan huvudet och kloakfjället finns mellan 153 och 180 fjäll. Fjället som sitter över analöppningen Scutum anale är inte delat. Svansen är kort, bara omkring 14 procent av den totala kroppslängden och har mellan 41 och 68 fjäll.
Dess färgmönstring består av en djupgul, barkbrun eller brun grundfärg, med tre rader av mörkbruna fläckar längs hela kroppen. Var och en av dessa fläckar omges av en svart ring vars ytterkant är vit eller gul. Fläckarna på ryggen uppgår till mellan 23 och 30 och kan vara sammanvuxna, medan fläckarna längs sidorna istället kan delas upp. Huvudet har ett par mörka utmärkande fläckar, en på varje tinning, tillsammans med ett rosa- eller brunaktigt V- eller X-format mönster som bildar en spets mot nosen. Bakom ögat finns en mörk rand med vit, rosa eller brungul kontur. Buken är vit, vitaktig, gulaktig eller rosaaktig, ofta med oregelbundna mörka fläckar.

## Utbredning och taxonomi
Ormen finns i Pakistan, Indien, Sri Lanka, Bangladesh, Nepal, Myanmar, Thailand, Kambodja, Kina (Guangxi, Guangdong), Taiwan och Indonesien (Endeh, Flores, östra Java, Komodo, Lembata). Typspecimens ursprung är bara specificerat som "Indien". Enligt Russell (1796) avses då mer specifikt Koromandelkusten.
Brown (1973) nämner att den också kan finnas i Vietnam, Laos och på den Indonesiska ön Sumatra. Ditmars (1937) rapporterar även om ett specimen som han fått ifrån Sumatra. Dock är denna huggorms förekomst i den indonesiska övärlden fortfarande oklar.
I vissa områden inom artens utbredning kan den vara mycket vanlig, medan den är ovanlig i andra områden. I Indien är den mycket vanlig i Punjab och utmed den västra kusten med sina berg, i södra Indien och upp till Bengalen. Den är ovanlig till sällsynt i Ganges floddal, norra Bengalen och Assam.

### Underarter
Vanligtvis accepteras två underarter:
- D. r. russelii (Shaw, 1797) – nominatformen förekommer på den indiska subkontinenten, från Pakistan och Bangladesh till Sri lanka.[11]
- D. r. siamensis (M.A. Smith, 1917) – förekommer från Myanmar till Thailand, Kambodja, Indonesien och södra Kina. Den finns även i Taiwan.[2][12]

Det finns ett antal populationer som ibland behandlas som underarter, som exempelvis:
- D. r. formosensis (Maki, 1931) – återfinns i Taiwan (anses vara synonym med D. r. siamensis).
- D. r. limitis (Mertens, 1927) – återfinns i Indonesien (anses vara synonym med D. r. siamensis).
- D. r. pulchella (Gray, 1842) – återfinns i Sri Lanka (anses vara synonym med D. r. russelii).
- D. r. nordicus (Deraniyagala, 1945) – återfinns i norra Indien (anses vara synonym med D. r. russelii).

### Taxonomi
Den korrekta stavningen av artens vetenskapliga namn, D. russelii har varit, och är fortfarande under diskussion. Shaw & Nodder (1797), beskrev den som Coluber russelii, namnad efter herpetologen Dr. Patrick Russell, men stavade uppenbarligen hans namn fel då de stavade hans namn med ett "L" istället för två. Russell (1727–1805) var författare till böckerna An Account of Indian Serpents (1796) och A Continuation of an Account of Indian Serpents (1801). McDiarmid et al. (1999) tillhör den fallang som föredrar att använda den ursprungliga felstavningen, medan andra som exempelvis Zhao & Adler (1993) föredrar russellii.
I framtiden kan fler arter komma att ingå i släktet Daboia. Obst (1983) undersökte detta släkte och föreslog att utöka det med arterna Macrovipera lebetina, Vipera palaestinae och V. xanthina. Groombridge (1980, 1986) förde samman V. palaestinae och Daboia som en klad grundat på ett antal gemensamma apomorfier, som exempelvis nosform och färgmönstringen. Lenk et al. (2001) fann molekylära bevis för denna hypotes men att denna klad även omfattar M. mauritanica och M. deserti.

## Ekologi

### Habitat
Russells huggorm är inte begränsad till något specifikt habitat men tenderar att undvika tätbevuxna skogar. Ormen hittas mestadels i öppna, gräsbevuxna eller buskiga områden, men kan även ses i sekundärskog (snårig djungel), trädbevuxna plantager och åkrar. Den är vanligast förekommande på slätter, kustområden och på höjder, men den hittas sällan på högre höjder även om exemplar har påträffats på 2 300–3 000 meters höjd. Den undviker fuktiga miljöer, såsom träsk, myrar och regnskog.
Arterna återfinns ofta i stora städer och orter på landsbygden på grund av att de dras till gnagare som finns där människor finns.
Detta får till följd att människor som arbetar utomhus i dessa områden är de som löper störst risk att bli bitna. Ormen trivs dock inte lika bra bland människornas bosättningar som kobror och kraiter.

### Beteende
Russells huggorm är en landlevande och huvudsakligen nattaktiv orm. Under kalla perioder ändrar den dock på sitt beteende och blir mer aktiv under dagtid.

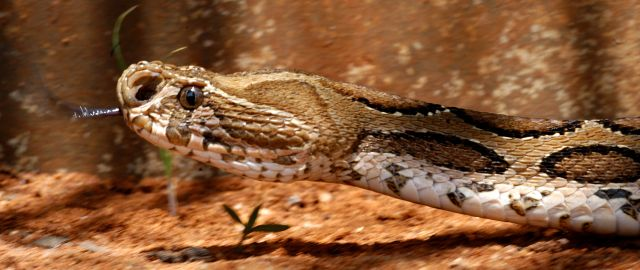
D. russelii

Vuxna ormar är tålmodiga och slöa om de inte provoceras till en viss gräns, då de blir våldsamma och aggressiva. Yngre ormar är i allmänhet mer aktiva och hugger vid minimal provokation.
När den hotas bildar den en S-formad formation av kroppen, reser den främre tredjedelen av kroppen och väser, enligt vissa källor, högre än någon annan orm. När den hugger ifrån denna position kan den samla så pass stor kraft att även större individer lyfter merparten av kroppen från marken i attacken. Russells huggorm är svåra ormar att hantera. De är starka, viga och reagerar våldsamt mot beröring. Hugget kan vara snabbt men de kan även hänga sig kvar i bytet i flera sekunder.
Trots att släktet inte har den typ av värmekänsliga organ som är vanliga bland näsgropsormar, utgör den ett exempel på ett antal huggormsarter som reagerar på värmesignaler, vilket stödjer teorin om att de har någon annan form av värmekänsliga organ. Vilken form av sensoriskt organ detta skulle handla om är osäkert, men nervtrådarna i nostrakten hos russells huggorm påminner om de som finns i andra värmekänsliga organ.

### Föda
Russells huggorm lever i huvudsak på gnagare, framför allt råttdjur. De äter dock nästan vad som helst, bland annat, råttor, möss, ekorrar, katter, landlevande krabbor, skorpioner och andra leddjur. Ungarna är aktiva under gryning och skymning och livnär sig på bland annat ödlor. När de blir vuxna specialiserar de sig på gnagare. Gnagarna är den största orsaken till att de förekommer i befolkade områden. Kannibalism är känt bland ungdjur.

### Fortplantning
Arten förökar sig genom ovovivipari och lägger ägg som kläcks i samband med äggläggningen. Ormarna parar sig vanligen tidigt på året även om havande honor kan ses under alla tider på året. Dräktigheten varar i mer än sex månader. Ungarna föds mellan maj och november, men till största delen under juni och juli. Födslar med 20–40 ungar är vanligt, men det kan bli färre avkommor och så få som en enda. Det största kull som rapporterats bestod av 65 ungar. Vid födseln är ungarna 215–260 millimeter långa. Den minsta längden för en havande hona är 100 centimeter. Sexuell mognad uppnås inom 2–3 år. I ett fall tog det 4,5 timmar att föda 11 ungar.

### Gift

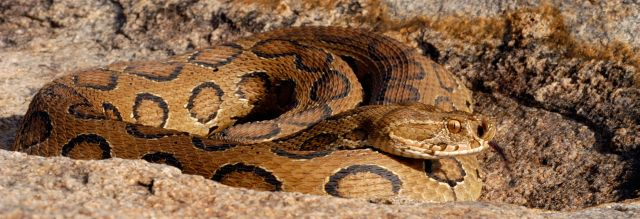
D. russelii

Vissa individer producerar en stor mängd gift. Den rapporterade mängden för vuxna individer ligger mellan 130–250 och 150–250 milligram. Hos 13 ungar med en genomsnittlig längd på 79 centimeter låg giftmängden på 8–79 milligram (45 milligram i genomsnitt).
Hos de flesta människor är den dödliga dosen 40–70 milligram. Generellt beror toxiciteten på en kombination av fem olika giftfaktorer där var och en är mindre toxisk när de testas separat. Giftets toxicitet varierar även inom populationer över tid.
Förgiftningssymtomen börjar med smärta vid bettet och följs omedelbart av svullnader i det attackerade området. Blödningar är ett vanligt symtom, framför allt från tandköttet, och upphostat slem kan visa spår av blod inom 20 minuter efter bettet. Blodtrycket och hjärtrytmen sjunker. Blåsor uppstår i området omkring bettet och sprider sig vid svåra fall i den angripna lemmen. Vävnadsskador är vanligen ytliga och begränsade till musklerna omkring bettet, men kan vara allvarliga i svåra fall. Kräkningar och ansiktssvullnader inträffar i en tredjedel av alla fall.
Svår smärta kan hålla i sig i 2–4 veckor, men kan lokalt bero på de vävnadsskador som har uppstått. Ofta når svullnaderna sin kulmen efter 48–72 timmar och har då spridit sig både i den attackerade kroppsdelen och bålen. Om svullnaderna sprider sig till bålen inom 1–2 timmar är svår förgiftning trolig. Missfärgningar kan uppstå i hela det svullna området eftersom röda blodceller och plasma läcker in i muskelvävnaden.
Döden inträffar vanligen inom 1–14 dagar, ibland senare, och orsakas av sepsis, kvävning eller hjärtsvikt.

### Mimicry

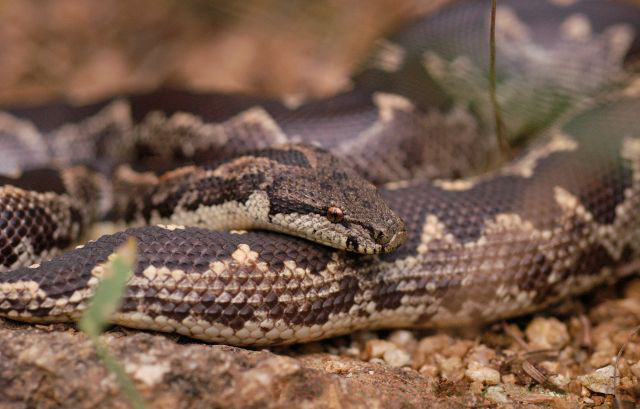
Gongylophis conicus är föreslagen som ett mimicry till D. russelii

Ormen Gongylophis conicus har föreslagits av vissa herpetologer att utgöra ett mimicry till Russells huggorm eftersom den senare är en så pass lyckosam art i sitt naturliga habitat, bland annat på grund av sin giftighet. Detta innebär att Gongylophis conicus genom evolution kommit att likna Russells huggorm allt mer eftersom det har gynnat arten.

## Fångenskap
Ormarna klarar sig mycket bra i fångenskap och behöver endast tillgång till vatten och ett gömsle. Ungarna äter små möss och de vuxna äter råttor, möss och fåglar. Många vuxna äter dock ingenting under långa perioder och en individ vägrade att äta under fem månader. Fortplantning är inte heller några problem. De är mycket farliga i fångenskap och det finns exempel där ormen har bitit genom sin egen underkäke och in i handen på den person som hållit i ormen.

## Hot
Beståndet hotas regionalt av landskapsförändringar. Några exemplar dödas av personer som inte vill ha giftiga ormar nära sin bostad. Populationen minskar men den är fortfarande stor. IUCN listar arten som livskraftig (LC).